# Seforah Lent
Seforah Marie Eugénie Lent est une haltérophile mauricienne née le 5 avril 2005.

## Carrière
Seforah Lent est triple médaillée d'or  dans la catégorie des moins de 71 kg aux Jeux des îles de l'océan Indien 2023 à Madagascar.
Aux Jeux africains de 2023 à Accra, elle est médaillée de bronze à l'arraché dans la catégorie des moins de 64 kg.
Elle est triple médaillée de bronze en moins de 64 kg aux Championnats d'Afrique d'haltérophilie 2025 à Moka.

## Famille
Elle est la nièce d'Emmanuella Lent et de Ketty Lent.